# BWF International Series 2012
Die BWF International Series 2012 war die sechste Auflage der BWF International Series im Badminton.

## Turniere und Sieger
| Veranstaltung | Herreneinzel        | Dameneinzel         | Herrendoppel                               | Damendoppel                                  | Mixed                                  |
| ------------- | ------------------- | ------------------- | ------------------------------------------ | -------------------------------------------- | -------------------------------------- |
| Estland       | Ville Lång          | Judith Meulendijks  | Laurent Constantin Sébastien Vincent       | Iris Tabeling Selena Piek                    | Dave Khodabux Selena Piek              |
| Uganda        | Niluka Karunaratne  | Jeanine Cicognini   | Dorian James Willem Viljoen                | Michelle Edwards Annari Viljoen              | Willem Viljoen Annari Viljoen          |
| Portugal      | Dieter Domke        | Beatriz Corrales    | Zvonimir Đurkinjak Nikolaj Overgaard       | Alexandra Langley Gabrielle White            | Marcus Ellis Gabrielle White           |
| Rumänien      | Marcel Reuter       | Kana Ito            | Laurent Constantin Sébastien Vincent       | Sandra-Maria Jensen Line Kjærsfeldt          | Edi Subaktiar Melati Daeva Oktavianti  |
| Kroatien      | Lukas Schmidt       | Kana Ito            | Jacco Arends Jelle Maas                    | Samantha Barning Ilse Vaessen                | Jacco Arends Eefje Muskens             |
| Thailand      | Soong Joo Ven       | Florah Ng Siew Fong | Darren Isaac Devadass Tai An Khang         | Aya Shimozaki Emi Moue                       | Wong Fai Yin Shevon Jemie Lai          |
| Slowenien     | Andrew Smith        | Nicole Schaller     | Zvonimir Đurkinjak Zvonimir Hölbling       | Isabel Herttrich Inken Wienefeld             | Zvonimir Đurkinjak Staša Poznanović    |
| Bulgarien     | Tan Chun Seang      | Alesia Zaitsava     | Tan Chun Seang Roman Zirnwald              | Gabriela Stoeva Stefani Stoeva               | Roman Zirnwald Elisabeth Baldauf       |
| Singapur      | Sitthikom Thammasin | Xing Aiying         | Liang Jui-wei Liao Kuan-hao                | Asumi Kugo Megumi Yokoyama                   | Tseng Min-hao Lai Chia-wen             |
| Neuseeland    | Lai Chien-cheng     | Chang Ya-lan        | Kevin Dennerly-Minturn Oliver Leydon-Davis | Keshya Nurvita Hanadia Devi Tika Permatasari | Tom Armstrong Tracey Hallam            |
| Irak          | Emre Lale           | Neslihan Kılıç      | Emre Arslan Hüseyin Oruç                   | Yosra Beigi Soraya Aghaei Hajiagha           | Amar Awad Sanaa Mahmoud                |
| Ungarn        | Vladimir Malkov     | Mariya Ulitina      | Ruud Bosch Jim Middelburg                  | Carola Bott Staša Poznanović                 | Zvonimir Đurkinjak Staša Poznanović    |
| Norwegen      | Kasper Lehikoinen   | Mia Blichfeldt      | Nikita Khakimov Vasily Kuznetsov           | Julie Finne-Ipsen Rikke S. Hansen            | Vasily Kuznetsov Viktoriia Vorobeva    |
| Suriname      | Misha Zilberman     | Patty Stolzenbach   | Humblers Heymard Anibal Marroquín          | Crystal Leefmans Priscille Tjitrodipo        | Mitchel Wongsodikromo Crystal Leefmans |
| Botswana      | Jacob Maliekal      | Telma Santos        | Alen Roj Kek Jamnik                        | Elme de Villiers Sandra Halilovic            | Abdelrahman Kashkal Hadia Hosny        |
| Guatemala     | Kevin Cordón        | Nikte Sotomayor     | Jonathan Solís Rodolfo Ramírez             | Ana Lucia de Leon Nikte Sotomayor            | Anibal Marroquín Nikte Sotomayor       |
| Türkei        | Dmytro Zavadsky     | Chloe Magee         | Robert Blair Tan Bin Shen                  | Gabriela Stoeva Stefani Stoeva               | Sam Magee Chloe Magee                  |